# Lär mig förstå din kärlek, Jesus
Lär mig förstå din kärlek, Jesus är en psalm med text av Horatius Bonar med musik ur Barn-Sånger 1867. Texten översattes till svenska 1889 av Carl Boberg och bearbetades 1948 och 1986 av Gunnar Melkstam.

## Publicerad i
- Psalmer och Sånger 1987 som nr 682 under rubriken "Att leva av tro - Efterföljd - helgelse".[1]